# Hécuba

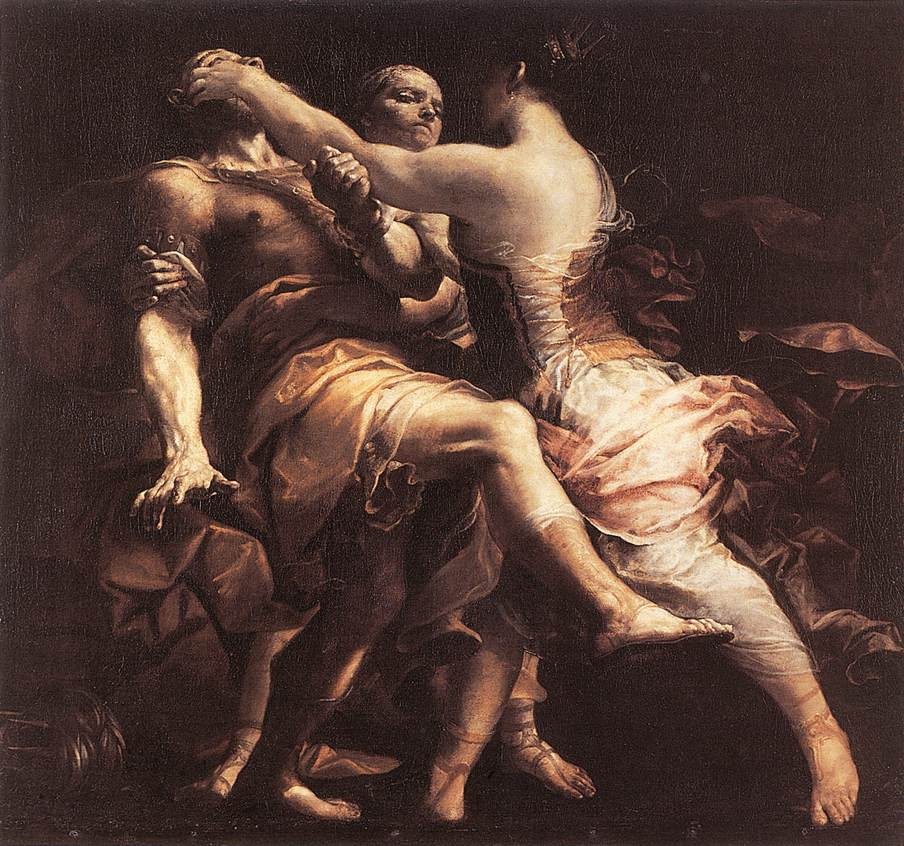
Giuseppe Maria Crespi: Hécuba ciega a Poliméstor (Ecuba acceca Polimestore). Museos Reales de Bellas Artes de Bélgica.

En la mitología griega, Hécuba o Hécabe (en griego: Ἑκάβη, Hekábē; latín: Hecŭba), reina de Troya, es la segunda esposa de Príamo y uno de los personajes de la Ilíada. Se trata de la hija de Dimante o Dimas, rey de Frigia según esta obra, pero Eurípides y Virgilio la imaginaron como hija de Ciseo, rey de Tracia. Dares Frigio la describe como «corpulenta, de cuerpo moreno, bella, de inteligencia propia de varón, piadosa y justa».
El nombre de la madre de Hécuba era referido por un escoliasta de la Hécuba de Eurípides; según este, era hija de Dimante o Sangario por la náyade Evágora, o por Glaucipe la hija de Janto. Un escoliasta de Homero relata que los padres de Hécuba eran Dimante y la ninfa Eunoe o Ciseo y Teleclía. Esta última versión Hécuba sería entonces la hermana de Téano, como señala el escoliasta. Apolodoro innova diciendo que es hija del dios fluvial Sangario y la ninfa Métope.

## Descendencia
Hécuba tuvo de Príamo una abundante descendencia que según las fuentes va desde los catorce hijos que le da Apolodoro a los 50 que propone Eurípides, pasando por los diecinueve de la tradición más extendida. La literatura menciona a los siguientes hijos de Hécabe: Ántipo, Deífobo, Héctor, Héleno, Hipónoo, Pamón, Paris, Polidoro, Polites y Troilo. También tuvieron cuatro hijas: Casandra, Laódice, Políxena e Ilíona. El sueño que tuvo cuando estaba a punto de nacer Paris fue que iba a dar a luz una antorcha encendida que se propagaría por toda la ciudad y Ésaco interpretó que significaba que el niño que naciera sería la ruina de Troya. Algunas fuentes dicen que el verdadero padre de Troilo es Apolo Otros autores dicen que Héctor también fue hijo de Apolo. Simónides dice que Hécuba fue madre de veinte hijas.

## Venganza por Polidoro

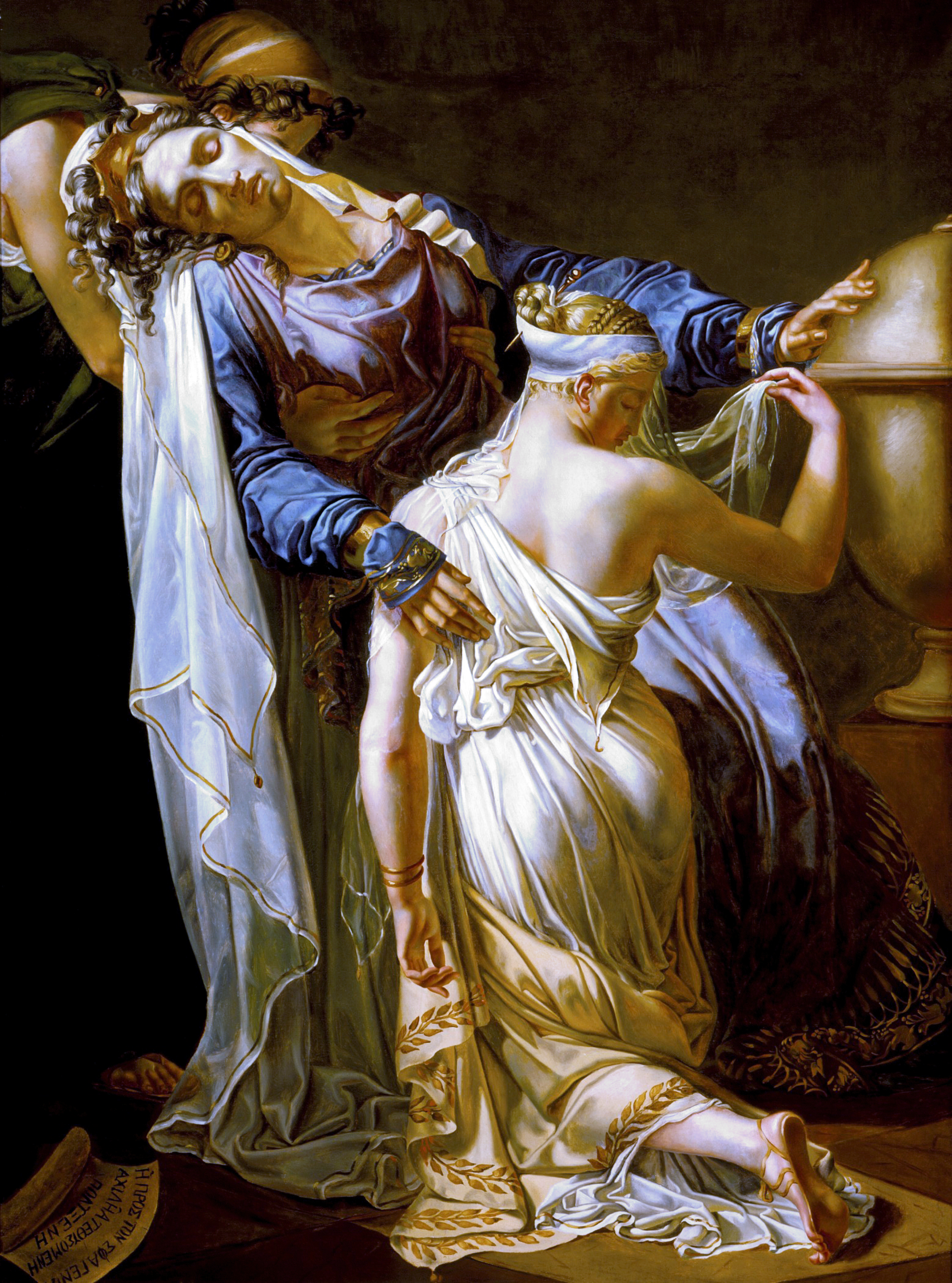
Hécuba y Polixena, pintura de Merry-Joseph Blondel (Paris,1781-1853). Museo de Arte del Condado de Los Ángeles,

Hécuba mandó a Polidoro, su hijo menor, a Tracia para que huyera de la guerra que se avecinaba. Durante la guerra, Polidoro fue cuidado por Poliméstor, el rey de aquel lugar, que estaba casado con Ilíona, la hija primogénita de Príamo y Hécuba.
Después de la guerra de Troya, los griegos convirtieron a Hécuba en su esclava, correspondiendo en el reparto a la parte de Odiseo, aunque otras tradiciones dicen que marchó con Héleno al Quersoneso Tracio, o que fue llevada a Licia por Apolo.
Repudiada y abandonada se lamenta: 

modo maxima rerum, tot generis natisque potens nuribusque viroque nunc trahor exul, inops...
hace poco (era) la más importante de todas, poderosa por tantos familiares e hijos y ahora ando vagante, desterrada y desposeída...
Ovidio, Metamorfosis XIII, 508-510.

Embarcada junto a otros esclavos, llegó a Tracia, donde descubrió que Poliméstor había matado a Polidoro para apoderarse de los bienes que había traído. Hécuba se vengó sacándole los ojos y matándolo junto a dos de sus hijos.

## Metamorfosis
Sobre su destino final, se contaba que los dioses la convirtieron en una perra y que fue enterrada en un lugar que desde entonces se conoce como el «Sepulcro de la Perra».